# Chris Dingman
Christopher Robert „Chris“ Dingman (* 6. Juli 1976 in Edmonton, Alberta) ist ein ehemaliger kanadischer Eishockeyspieler, der im Verlauf seiner aktiven Karriere zwischen 1992 und 2008 unter anderem 437 Spiele für die Calgary Flames, Colorado Avalanche, Carolina Hurricanes und Tampa Bay Lightning in der National Hockey League auf der Position des linken Flügelstürmers bestritten hat. Dingman gewann während seiner acht Spielzeiten in der NHL insgesamt zweimal den Stanley Cup – im Jahr 2001 mit der Colorado Avalanche sowie 2004 mit den Tampa Bay Lightning.

## Karriere
Chris Dingman begann seine Karriere als Eishockeyspieler bei den Brandon Wheat Kings, für die er von 1992 bis 1996 in der Western Hockey League aktiv war und in der Saison 1995/96 den President’s Cup gewann. In diesem Zeitraum wurde er im NHL Entry Draft 1994 in der ersten Runde als insgesamt 19. Spieler von den Calgary Flames ausgewählt, für die er in der Saison 1997/98 sein Debüt in der National Hockey League gab, nachdem er in der Vorsaison bereits für Calgarys Farmteam aus der American Hockey League, die Saint John Flames, gespielt hatte. Am 28. Februar 1999 wurde der Angreifer an die Colorado Avalanche abgegeben, nachdem er nur noch sporadisch im NHL-Team der Calgary Flames zum Einsatz kam. Mit der Colorado Avalanche gewann der Linksschütze in der Saison 2000/01 erstmals den prestigeträchtigen Stanley Cup.
Am 24. Juni 2001 wurde Dingman im Tausch gegen ein Fünftrunden-Wahlrecht zu den Carolina Hurricanes transferiert, die er nach nur 24 Spielen bereits wieder verlassen musste, da diese ihn zusammen mit Shane Willis im Tausch gegen Kevin Weekes im März 2002 an die Tampa Bay Lightning abgaben. Mit den Lightning gewann er in der Saison 2003/04 zum zweiten Mal in seiner Laufbahn den Stanley Cup. Nach zwei weiteren Jahren bei den Lightning ging der Kanadier 2006 nach Europa, wo er je eine Spielzeit bei Södertälje SK in der schwedischen Elitserien und AaB Ishockey in der dänischen AL-Bank Ligaen verbrachte, bei dem er 2008 im Alter von 32 Jahren seine Karriere beendete.

## Erfolge und Auszeichnungen
- 1996 President’s-Cup-Gewinn mit den Brandon Wheat Kings
- 2001 Stanley-Cup-Gewinn mit der Colorado Avalanche
- 2004 Stanley-Cup-Gewinn mit den Tampa Bay Lightning
- 2007 Aufstieg in die Elitserien mit dem Södertälje SK

## Karrierestatistik
(Legende zur Spielerstatistik: Sp oder GP = absolvierte Spiele; T oder G = erzielte Tore; V oder A = erzielte Assists; Pkt oder Pts = erzielte Scorerpunkte; SM oder PIM = erhaltene Strafminuten; +/− = Plus/Minus-Bilanz; PP = erzielte Überzahltore; SH = erzielte Unterzahltore; GW = erzielte Siegtore; 1 Play-downs/Relegation; Kursiv: Statistik nicht vollständig)